# Ittoqqortoormiits kommun
Ittoqqortoormiits kommun var en kommun på Grönland fram till 1 januari 2009. Från detta datum ingår Ittoqqortoormiit i den nya storkommunen Sermersooq (på grönländska: Kommuneqarfik Sermersooq). Ittoqqortoormiit låg i amtet Tunu. Huvudort var Ittoqqortoormiit och inom kommunen låg även byarna Itterajivit och Uunarteq.